# Pseudomys albocinereus
Pseudomys albocinereus är en däggdjursart som först beskrevs av Gould 1845.  Pseudomys albocinereus ingår i släktet australmöss, och familjen råttdjur. IUCN kategoriserar arten globalt som livskraftig. Inga underarter finns listade i Catalogue of Life.
Denna gnagare förekommer i sydvästra Australien. Habitatet utgörs av hed och buskskogar. Individerna är aktiva på natten. Honor föder efter 37 till 38 dagar dräktighet två till sex ungar.